# 코파 델 레이 2012-13
코파 델 레이 2012-13(스페인어: Copa del Rey de Fútbol 2012-13)은 코파 델 레이의 109번째 시즌이다. 이 시즌은 2012년 8월 29일에 시작되어 2013년 5월 17일에 마드리드의 산티아고 베르나베우에서 열린 결승전으로 막을 내렸다. 아틀레티코 마드리드는 경기장의 안주인 레알 마드리드를 연장전 끝에 2-1로 이기고 17년 만이자 통산 10번째 대회 우승을 거두었다. 전 대회 우승을 거둔 바르셀로나는 레알 마드리드와의 준결승전에서 패해 탈락했다. 이 대회에서 우승을 거두는 구단은 유로파리그 조별 리그 진출권을 확보할 수 있었으나, 결승전에 진출한 두 구단 모두 경기를 앞두고 이미 챔피언스리그 진출권을 확보했다.

## 일정
| 단계     | 추첨 날짜        | 경기 날짜                      | 편성 쌍 수 | 구단 수 | 비고 | 주석 |
| -------- | ---------------- | ------------------------------ | ---------- | ------- | --- | ---- |
| 1라운드  | 2012년 8월 3일   | 2012년 8월 29–30일             | 18         | 83 → 65 | 3부 및 2부 B 리그 구단들이 합류 2부 B 리그 소속 7개 구단은 부전승으로 다음 라운드에 진출. 단판 경기 (원정 다득점 원칙 미반영)                                                                      |      |
| 2라운드  | 2012년 8월 3일   | 2012년 9월 11–12일             | 22         | 65 → 43 | 2부 리그 구단들이 합류. 1라운드 참가 구단들 중 1개 구단은 부전승으로 다음 라운드 진출 2부 리그 구단들은 상호 맞대결 단판 경기 (원정 다득점 원칙 미반영)                                            |      |
| 3라운드  | 2012년 9월 14일  | 2012년 10월 17–18일            | 11         | 43 → 32 | 2부 B 및 3부 리그 구단들 중 부전승 혜택을 보지 못한 한 구단이 부전승으로 다음 라운드 진출 2부 리그 구단들은 상호 맞대결 단판 경기 (원정 다득점 원칙 미반영)                                        |      |
| 32강전   | 2012년 10월 18일 | 2012년 10월 30, 31일; 11월 1일 | 16         | 32 → 16 | 1부 리그 구단들이 합류 유럽대항전에 참가하는 7개 1부 리그 구단들이 나머지 2부 B 및 3부 리그 구단들과 맞대결 남은 2부 리그 5개 구단은 1부 리그 구단들과 맞대결 나머지 1부 리그 구단들은 상호 맞대결 |      |
| 32강전   | 2012년 10월 18일 | 2012년 11월 27–29일1           | 16         | 32 → 16 | 1부 리그 구단들이 합류 유럽대항전에 참가하는 7개 1부 리그 구단들이 나머지 2부 B 및 3부 리그 구단들과 맞대결 남은 2부 리그 5개 구단은 1부 리그 구단들과 맞대결 나머지 1부 리그 구단들은 상호 맞대결 |      |
| 16강전   | 2012년 10월 18일 | 2012년 12월 11–13일1           | 8          | 16 → 8  | |      |
| 16강전   | 2012년 10월 18일 | 2013년 1월 8–10일2             | 8          | 16 → 8  | |      |
| 8강전    | 2012년 10월 18일 | 2013년 1월 15–17일2            | 4          | 8 → 4   | |      |
| 8강전    | 2012년 10월 18일 | 2013년 1월 23–24일2            | 4          | 8 → 4   | |      |
| 준결승전 | 2012년 10월 18일 | 2013년 1월 30–31일2            | 2          | 4 → 2   | |      |
| 준결승전 | 2012년 10월 18일 | 2013년 2월 26–27일2            | 2          | 4 → 2   | |      |
| 결승전   | 2012년 10월 18일 | 2013년 5월 17일                | 1          | 2 → 1   | |      |

참고
- 1: 아틀레틱과 에이바르 간의 32강 2차전 경기 및 그와 관련된 16강 경기가 1주 후로 연기되었다. UEFA 주관으로[8] 키랴트 슈모나와 아틀레틱 간의 경기가 11월 28일로 일정이 조정되면서, 스페인 왕립 축구 연맹은 경기일자를 12월 12일로 연기했고,[9] 이와 연루된 16강전 경기도 1주 뒤로 연기되었다.
- 2: 본래 16강 2차전 경기는 12월 18일과 19일에 치르고 1월 9일부터 30일까지 중순부터 준결승전 1차전까지 치를 예정이었으나,[7] 1번 주석에서 서술된 바와 같이 대회 일정의 경기 하나가 지연되면서 전반기 마지막 경기일(성탄절 휴일을 앞둔 12월 20–22일에 진행) 행사는 구단들 간의 합의로 연기되었고, 텔레비전 중계사도 16강 2차전을 1월 8–10일로 연기하고 8강전도 1월 30일까지로 1주 연기하기로 되었으며, 2차전 경기 행사도 2013년 2월 27일경으로 연기되었다.[10][11][12]

## 참가 구단
다음 구단들이 2012-13 시즌 코파 델 레이에 참가했다:
라리가 2011-12의 20개 구단:
- 아틀레틱 빌바오
- 아틀레티코 마드리드
- 바르셀로나
- 베티스
- 에스파뇰
- 헤타페
- 그라나다
- 레반테
- 말라가
- 마요르카
- 오사수나
- 라싱 산탄데르
- 라요 바예카노
- 레알 마드리드
- 레알 소시에다드
- 세비야
- 스포르팅 히혼
- 발렌시아
- 비야레알
- 사라고사

세군다 디비시온 2011-12의 20개 구단 (바르셀로나 B와 비야레알 B는 2군임에 따라 제외):
- 알코르콘
- 알코야노
- 알메리아
- 셀타 비고
- 코르도바
- 데포르티보
- 엘체
- 카르타헤나
- 짐나스틱
- 지로나
- 과달라하라
- 에르쿨레스
- 우에스카
- 라스 팔마스
- 무르시아
- 누만시아
- 레크레아티보
- 사바델
- 바야돌리드
- 헤레스

세군다 디비시온 B 2011-12의 25개 구단. 4개조 상위 5개 구단(2군 제외)과 나머지 2군이 아닌 구단들 중 가장 많은 승점을 획득한 5개 구단이 선정되었다 (*):
- 테네리페
- 루고
- 알바세테
- 오비에도
- 라 로다
- 미란데스
- 폰페라디나
- 에이바르
- 아모레비에타
- 로그로녜스
- 아틀레티코 발레아레스
- 오리우엘라
- 우라칸 발렌시아
- 바달로나
- 랴고스테라
- 카디스
- 리넨세
- 루세나
- 하엔
- 멜리야
- 산 로케*
- 로스피탈레트*
- 알라베스*
- 례이다 에스포르티우*
- 카세레뇨*

테르세라 디비시온 2011-12의 18개 구단. 이 대회에 참가하는 구단들은 18개조에서 각각 우승을 거둔 구단들(혹은 2군이 우승한 조에서 2군을 제외하고 가장 높은 순위를 기록한 구단들)이다:
- 오우렌세
- 카우달 데 미에레스
- 노하
- 라우디오
- 프라트
- 카타로하
- 푸엔라브라다
- 레알 아빌라
- 로하
- 아틀레티코 산루케뇨
- 콘스탄시아
- 마리노 데 로스 크리스티아노스
- 예클라노
- 아로요
- 페냐 스포르트
- 로그로녜스
- 에헤아
- 비야로블레도

## 1라운드
1차전과 2차전 추첨식은 2012년 8월 3일 13시(CEST)에 마드리드 라스 로사스의 축구 도시 스페인 왕립 축구 연맹 본부에서 진행되었다. 1라운드에는 2부 B와 3부 리그의 36개 구단이 참가했다. 경기는 2012년 8월 29–30일에 진행되었다.
리넨세, 하엔, 멜리야, 우라칸 발렌시아, 루세나, 테네리페, 그리고 례이다 에스포르티우는 부전승으로 다음 라운드에 진출했다.
| 2012년 8월 29일 | 노하                                    | 3 – 2 (연) | 아모레비에타             | 칸타브리아 노하                                         |  |  |
| 18:30 CEST      | 부스티요 49′ · 리키 83′ · 헤라르도 119′ | 리포트     | 3′ 가빌론도 · 27′ 우르코 | 경기장: 라 카세타 관중 수: 400 심판: 헤르만 시드 카마초 |  |  |
|                 |                                         |            |                          |                                                         |  |  |

| 2012년 8월 29일 | 로스피탈레트        | 1 – 0  | 오리우엘라 | 카탈루냐 로스피탈레트 데 료브레가트                                |  |  |
| 19:00 CEST      | 벨마르 59′ (자책골) | 리포트 |            | 경기장: 라 페이샤 랴르가 관중 수: 250 심판: 세바스티안 리폴 솔라노 |  |  |
|                 |                     |        |            |                                                                    |  |  |

| 2012년 8월 29일 | 카우달 데 미에레스               | 2 – 0  | 마리노 데 로스 크리스티아노스 | 아스투리아스 미에레스                                                     |  |  |
| 19:30 CEST      | 로하스 44′ (페널티) · 나바로 65′ | 리포트 |                               | 경기장: 에르마노스 안투냐 관중 수: 500 심판: 안데르 사라베이티아 아리에타 |  |  |
|                 |                                  |        |                               |                                                                           |  |  |

| 2012년 8월 29일 | 프라트          | 2 – 1  | 짐나스틱   | 카탈루냐 엘 프라트 데 류브레가트                                |  |  |
| 19:30 CEST      | 시에라 84′, 90′ | 리포트 | 비알레 79′ | 경기장: 사이니에르 관중 수: 700 심판: 앙헬 엔리케 산스 테라데스 |  |  |
|                 |                 |        |            |                                                                 |  |  |

| 2012년 8월 29일 | 로그로녜스                    | 2 – 1  | 로그로녜스   | 로그로뇨                                                               |  |  |
| 20:00 CEST      | 알라바리에타 14′ · 토레스 76′ | 리포트 | 수아레스 61′ | 경기장: 라스 가우나스 관중 수: 2,500 심판: 루이스 미겔 바예호 아스나르 |  |  |
|                 |                               |        |              |                                                                        |  |  |

| 2012년 8월 29일 | 라우디오 | 0 – 1  | 에이바르   | 바스크 라우디오-요디오                                      |  |  |
| 20:00 CEST      |          | 리포트 | 아로요 23′ | 경기장: 에야쿠리 관중 수: 250 심판: 훌리오 페르민 레오 오요 |  |  |
|                 |          |        |            |                                                             |  |  |

| 2012년 8월 29일 | 에헤아                                                | 4 – 2 (연장전) | 페냐 스포르트            | 아라곤 에헤아 데 로스 카바예로스                         |  |  |
| 20:00 CEST      | 가예고 59′ (페널티), 95′ · 베스둔 84′ · 그라시아 117′ | 리포트         | 우리스 4′ · 로드리고 49′ | 경기장: 루찬 관중 수: 1,000 심판: 앙헬 에르난데스 로렌소 |  |  |
|                 |                                                       |                |                          |                                                          |  |  |

| 2012년 8월 29일 | 알코야노                  | 2 – 0  | 아틀레티코 발레아레스 | 발렌시아 알코이                                                               |  |  |
| 20:00 CEST      | 토레스 22′ · 토르토사 63′ | 리포트 |                       | 경기장: 엘 코야오 관중 수: 1,000 심판: 알폰소 멜가레스 데 아길라르 페르난데스 |  |  |
|                 |                           |        |                       |                                                                               |  |  |

| 2012년 8월 29일 | 랴고스테라      | 1 – 0  | 바달로나 | 카탈루냐 랴고스테라                                                        |  |  |
| 20:00 CEST      | 니코 루비오 71′ | 리포트 |          | 경기장: 무니시팔 데 랴고스테라 관중 수: 450 심판: 오스카르 에레로 아레나스 |  |  |
|                 |                 |        |          |                                                                            |  |  |

| 2012년 8월 29일 | 알바세테                                                 | 4 – 0  | 로하 | 알바세테                                                            |  |  |
| 20:00 CEST      | 몰리나 35′ (페널티) · 그라넬 46′ · 알바 57′ · 디오프 63′ | 리포트 |      | 경기장: 카를로스 벨몬테 관중 수: 1,500 심판: 엔리케 오르티스 블랑코 |  |  |
|                 |                                                          |        |      |                                                                     |  |  |

| 2012년 8월 29일 | 카타로하 | 0 – 2  | 알라베스                | 발렌시아 카타로하                                           |  |  |
| 20:00 CEST      |          | 리포트 | 살세도 49′ · 비게라 64′ | 경기장: 문디알 82 관중 수: 800 심판: 구스타보 레보요 로페스 |  |  |
|                 |          |        |                         |                                                             |  |  |

| 2012년 8월 29일 | 오우렌세                     | 2 – 1  | 레알 아빌라 | 오우렌세                                                        |  |  |
| 20:30 CEST      | 이반 곤살레스 49′ · 호나 77′ | 리포트 | 루이스 35′  | 경기장: 오 코우토 관중 수: 1,600 심판: 훌리안 가르시아 가르시아 |  |  |
|                 |                              |        |             |                                                                 |  |  |

| 2012년 8월 29일 | 콘스탄시아                     | 3 – 0  | 예클라노 | 발레아레스 제도 잉카                                           |  |  |
| 20:30 CEST      | 보스치 25′, 41′ · 빌라보아 65′ | 리포트 |          | 경기장: 캄 노우 관중 수: 800 심판: 호세 안토니오 살라스 몬토로 |  |  |
|                 |                                |        |          |                                                                |  |  |

| 2012년 8월 29일 | 카디스                                          | 3 – 2  | 산 로케                   | 카디스                                                               |  |  |
| 20:30 CEST      | 가야르도 87′ · 파블로 산체스 88′ · 가리도 90+1′ | 리포트 | 무스타파 32′ · 아구도 75′ | 경기장: 라몬 데 카란사 관중 수: 5,000 심판: 헤수스 무뇨스 마요르도모 |  |  |
|                 |                                                 |        |                           |                                                                      |  |  |

| 2012년 8월 29일 | 아로요                        | 2 – 1 (연장전) | 라 로다        | 무르시아 아로요 데 라 루스                                             |  |  |
| 20:30 CEST      | 에스파다스 12′ · 안두하르 95′ | 리포트         | 펠레그리나 40′ | 경기장: 무니시팔 데 아로요 관중 수: 600 심판: 안토니오 산토스 파르가냐 |  |  |
|                 |                               |                |                |                                                                        |  |  |

| 2012년 8월 29일 | 비야로블레도   | 1 – 3  | 카세레뇨                               | 카스티야-라 만차 비야로블레도                                                    |  |  |
| 20:30 CEST      | 에스피노사 64′ | 리포트 | 예레나 10′ · 하라이스 51′ · 아마로 86′ | 경기장: 누에스트라 세뇨라 데 카리다드 관중 수: 700 심판: 미겔 산체스-세코 오테로 |  |  |
|                 |                |        |                                        |                                                                                  |  |  |

| 2012년 8월 30일 | 오비에도                 | 2 – 0  | 푸엔라브라다 | 오비에도                                                                   |  |  |
| 20:30 CEST      | 오워나 3′ · 카사레스 73′ | 리포트 |              | 경기장: 카를로스 타르티에레 관중 수: 6,100 심판: 호세 루이스 코랄 가르시아 |  |  |
|                 |                          |        |              |                                                                            |  |  |

| 2012년 8월 30일 | 아틀레티코 산루케뇨            | 1 – 0  | 카르타헤나 | 안달루시아 산루카르 데 마라메다                                      |  |  |
| 21:30 CEST      | 키케ㅐ 마르티네스 85′ (페널티) | 리포트 |            | 경기장: 엘 팔마르 관중 수: 2,000 심판: 안드레스 마누엘 세바요스 실바 |  |  |
|                 |                                |        |            |                                                                      |  |  |

## 2라운드
2라운드에는 모든 2부 리그 구단들이 합류했다. 경기는 2012년 9월 11–12일에 치러졌다.
카세레뇨는 부전승으로 다음 라운드에 진출했다.
| 2012년 9월 11일 | 사바델                  | 2 – 0  | 에르쿨레스 | 카탈루냐 사바델                                                                 |  |  |
| 12:00 CEST      | 다빌라 34′ · 이달고 57′ | 리포트 |            | 경기장: 노바 크레우 알타 관중 수: 2,413 심판: 프란시스코 마누엘 아리아스 로페스 |  |  |
|                 |                         |        |            |                                                                                 |  |  |

| 2012년 9월 11일 | 알메리아              | 2 – 0  | 무르시아 | 알메리아                                                                  |  |  |
| 21:30 CEST      | 우요아 77′ · 아론 84′ | 리포트 |          | 경기장: 지중해 게임 경기장 관중 수: 4,000 심판: 호세 루이스 레스마 로페스 |  |  |
|                 |                       |        |          |                                                                           |  |  |

| 2012년 9월 11일 | 미란데스               | 2 – 0  | 레크레아티보 | 카스티야 이 레온 미란다 데 에브로                        |  |  |
| 21:30 CEST      | 라이코 1′ · 소리아 77′ | 리포트 |              | 경기장: 안두바 관중 수: 4,197 심판: 다니엘 오콘 아라이스 |  |  |
|                 |                        |        |              |                                                          |  |  |

| 2012년 9월 11일 | 알코르콘                               | 4 – 1  | 누만시아   | 마드리드 알코르콘                                                 |  |  |
| 21:30 CEST      | 키니 7′, 21′ · 미겔레스 56′ · 훌리 79′ | 리포트 | 아이람 29′ | 경기장: 산토 도밍고 관중 수: 1,500 심판: 후안 마르티네스 무누에라 |  |  |
|                 |                                        |        |            |                                                                   |  |  |

| 2012년 9월 12일                | 로스피탈레트 | 1 – 1 (연) (3 – 4 승부차기)                  | 노하     | 카탈루냐 로스피탈레트 데 료브레가트                                |  |  |
| 19:30 CEST                     | 빌바오 54′   | 리포트                                       | 리키 77′ | 경기장: 라 페이차 랴르가 관중 수: 180 심판: 산티아고 바론 아세이톤 |  |  |
|                                |              | 승부차기                                     |          |                                                                    |  |  |
| [후안 안토니오 가르시아 오사도 |              | 리키 · 프레스노 · 루이스마 · 헤라르도 · 호수 |          |                                                                    |  |  |
|                                |              |                                              |          |                                                                    |  |  |

| 2012년 9월 12일                              | 우라칸 발렌시아 | 1 – 1 (연) (4 – 2 승부차기)                  | 알바세테        | 발렌시아 마니세스                                                                         |  |  |
| 19:30 CEST                                   | 카레뇨 108′     | 리포트                                       | 산타마리아 114′ | 경기장: 비센테 마르티네스 카탈라 관중 수: 700 심판: 프란시스코 알레한드로 나바로 푸엔테스 |  |  |
|                                              |                 | 승부차기                                     |                 |                                                                                           |  |  |
| 아마리야 · 하비 루비오 · 카레뇨 · 카프데빌라 |                 | 세르히오 몰리나 · 로차 · 수르도 · 산타마리아 |                 |                                                                                           |  |  |
|                                              |                 |                                              |                 |                                                                                           |  |  |

| 2012년 9월 12일 | 알라베스               | 2 – 1  | 아틀레티코 산루케뇨 | 비토리아-가스테이스                                        |  |  |
| 20:00 CEST      | 아시에르 3′ · 호난 76′ | 리포트 | 에스피나르 22′      | 경기장: 멘디소로차 관중 수: 6,581 심판: 세르히오 우손 로셀 |  |  |
|                 |                        |        |                     |                                                            |  |  |

| 2012년 9월 12일 | 랴고스테라   | 1 – 0  | 에헤아 | 카탈루냐 랴고스테라                                                                     |  |  |
| 20:00 CEST      | 셀랴레스 31′ | 리포트 |        | 경기장: 무니시팔 데 랴고스테라 관중 수: 300 심판: 프란시스코 하비에르 바르베라 푸엔테스 |  |  |
|                 |              |        |        |                                                                                         |  |  |

| 2012년 9월 12일 | 코르도바        | 1 – 0 (연) | 엘체 | 코르도바                                                                 |  |  |
| 20:00 CEST      | 크리스티안 102′ | 리포트     |      | 경기장: 누에보 아르캉헬 관중 수: 9,301 심판: 호세 라몬 피녜이로 크레스포 |  |  |
|                 |                 |            |      |                                                                          |  |  |

| 2012년 9월 12일                         | 콘스탄시아          | 1 – 1 (연) (3 – 1 승부차기)                  | 오우렌세 | 발레아레스 제도 잉카                                                   |  |  |
| 20:30 CEST                              | 마테우 63′ (페널티) | 리포트                                       | 호나 55′ | 경기장: 캄 노우 관중 수: 500 심판: 프란시스코 하비에르 페르난데스 비달 |  |  |
|                                         |                     | 승부차기                                     |          |                                                                        |  |  |
| 이스마엘 · 하이메 · 마테우 · 크리스티안 |                     | 클라우디오 · 파블로 · 캄피요 · 이반 곤살레스 |          |                                                                        |  |  |
|                                         |                     |                                              |          |                                                                        |  |  |

| 2012년 9월 12일 | 례이다 에스포르티우 | 0 – 2  | 에이바르              | 례이다                                                      |  |  |
| 20:30 CEST      |                     | 리포트 | 아루아바레나 22′, 81′ | 경기장: 캄 데스포르츠 관중 수: 500 심판: 빅토르 리베스 레알 |  |  |
|                 |                     |        |                       |                                                             |  |  |

| 2012년 9월 12일                                                                        | 오비에도 | 0 – 0 (연) (4 – 5 승부차기)                                           | 프라트 | 오비에도                                                                |  |  |
| 20:30 CEST                                                                             |          | 리포트                                                                |        | 경기장: 카를로스 타르티에레 관중 수: 6,125 심판: 알베르토 푸엔테 마르틴 |  |  |
|                                                                                        |          | 승부차기                                                              |        |                                                                         |  |  |
| 바케로 · 부스토 · 세르베로 · 산스 · 세라헤리아 · 만토바니 · 칸테로 · 다비드 페르난데스 |          | 베아 · 찰리 · 카솔라 · 페르난도 · 알카라스 · 빌라 · 리카르테 · 시에라 |        |                                                                         |  |  |
|                                                                                        |          |                                                                       |        |                                                                         |  |  |

| 2012년 9월 12일 | 알코야노 | 1 – 0  | 테네리페 | 발렌시아 알코이                                             |  |  |
| 20:45 CEST      | 라라 50′ | 리포트 |          | 경기장: 엘 코야오 관중 수: 1,194 심판: 발렌틴 피사로 고메스 |  |  |
|                 |          |        |          |                                                             |  |  |

| 2012년 9월 12일 | 루세나                                   | 4 – 1  | 로그로녜스 | 안달루시아 루세나                                                       |  |  |
| 21:00 CEST      | 아드리 2′, 60′ · 란사 35′ · 페르난도 41′ | 리포트 | 메톨라 68′ | 경기장: 시우다드 데포르티바 관중 수: 1,000 심판: 카를로스 모레노 이달고 |  |  |
|                 |                                          |        |            |                                                                         |  |  |

| 2012년 9월 12일 | 카디스                     | 1 – 2  | 아로요                        | 카디스                                                             |  |  |
| 21:00 CEST      | 파블로 산체스 64′ (페널티) | 리포트 | 토니 7′ · 이반 에스파다스 61′ | 경기장: 라몬 데 카란사 관중 수: 5,513 심판: 라몬 아리아스 마드리드 |  |  |
|                 |                            |        |                               |                                                                    |  |  |

| 2012년 9월 12일                                          | 리넨세                  | 2 – 2 (연) (5 – 6 승부차기)                                      | 멜리야        | 안달루시아 라 리네아 데 라 콘셉시온                                       |  |  |
| 21:00 CEST                                               | 쿠에스타 60′ · 쿠로 66′ | 리포트                                                           | 초타 70′, 90′ | 경기장: 무니시팔 데 라 리네아 관중 수: 1,500 심판: 카를로스 로페스 로페스 |  |  |
|                                                          |                         | 승부차기                                                         |               |                                                                           |  |  |
| 코피 · 오카냐 · 게라 · 베요 · 아얄라 · 이스마엘 · 마리오 |                         | 도메네크 · 벨라스코 · 디아스 · 초타 · 하이로 · 마아난 · 아스나르 |               |                                                                           |  |  |
|                                                          |                         |                                                                  |               |                                                                           |  |  |

| 2012년 9월 12일 | 스포르팅 히혼           | 2 – 0  | 지로나 | 히혼                                                                     |  |  |
| 21:00 CEST      | 카세스 41′ · 트레호 44′ | 리포트 |        | 경기장: 엘 몰리논 관중 수: 10,500 심판: 에두아르도 프리에토 이글레시아스 |  |  |
|                 |                         |        |        |                                                                          |  |  |

| 2012년 9월 12일 | 우에스카              | 2 – 1  | 과달라하라   | 우에스카                                                        |  |  |
| 21:00 CEST      | 카마초 37′ · 호킨 49′ | 리포트 | 오르티스 35′ | 경기장: 엘 알코라스 관중 수: 2,400 심판: 페르난도 로페스 아세라 |  |  |
|                 |                       |        |              |                                                                 |  |  |

| 2012년 9월 12일 | 루고 | 0 – 1  | 라싱 산탄데르    | 루고                                                              |  |  |
| 21:00 CEST      |      | 리포트 | 칼루제로비치 15′ | 경기장: 안초 카로 관중 수: 3,000 심판: 파블로 곤살레스 푸에르테스 |  |  |
|                 |      |        |                  |                                                                   |  |  |

| 2012년 9월 12일 | 헤레스 | 0 – 1  | 라스 팔마스       | 안달루시아 헤레스 데 라 프론테라                       |  |  |
| 21:00 CEST      |        | 리포트 | 비센테 고메스 44′ | 경기장: 차핀 관중 수: 3,145 심판: 다비드 페레스 파야스 |  |  |
|                 |        |        |                   |                                                        |  |  |

| 2012년 9월 12일 | 하엔                | 2 – 0  | 카우달 데 미에레스 | 하엔                                                                 |  |  |
| 21:30 CEST      | 비야 53′ · 코보 63′ | 리포트 |                    | 경기장: 누에보 라 빅토리아 관중 수: 3,000 심판: 알바로 모레노 아라곤 |  |  |
|                 |                     |        |                    |                                                                      |  |  |

| 2012년 9월 12일 | 비야레알 | 0 – 2  | 폰페라디나                  | 발렌시아 비야레알                                             |  |  |
| 22:00 CEST      |          | 리포트 | 라푸엔테 56′ · 웨우링통 89′ | 경기장: 엘 마드리갈 관중 수: 5,500 심판: 알폰소 피노 사모라노 |  |  |
|                 |          |        |                             |                                                               |  |  |

## 3라운드
3라운드 추첨은 2012년 9월 14일 13:00 (CEST)에 축구 도시에서 진행되었다. 경기는 2012년 10월 17–18일에 진행되었다.
알코야노는 부전승으로 다음 라운드에 진출했다.
| 2012년 10월 17일 | 노하 | 0 – 1  | 하엔       | 칸타브리아 노하                                             |  |  |
| 19:30 CEST       |      | 리포트 | 마차도 25′ | 경기장: 라 카세타 관중 수: 400 심판: 고르카 사게스 오스코스 |  |  |
|                  |      |        |            |                                                             |  |  |

| 2012년 10월 17일 | 우라칸 발렌시아 | 1 – 2 (연) | 알라베스                 | 발렌시아 마니세스                                                           |  |  |
| 20:00 CEST       | 나바로 72′      | 리포트     | 후안마 40′ · 비게라 104′ | 경기장: 비센테 마르티네스 카탈라 관중 수: 2,000 심판: 이스라엘 시몬 델 피노 |  |  |
|                  |                 |            |                          |                                                                             |  |  |

| 2012년 10월 17일 | 에이바르  | 1 – 0 (연장전) | 아로요 | 바스크 에이바르                                                        |  |  |
| 20:00 CEST       | 히토 110′ | 리포트         |        | 경기장: 이푸루아 관중 수: 2,023 심판: 에두아르도 가르시아 바예스테로스 |  |  |
|                  |           |                |        |                                                                        |  |  |

| 2012년 10월 17일                                                                                        | 콘스탄시아 | 1 – 1 (연) (7 – 8 승부차기)                                                          | 멜리야       | 발레아레스 제도 잉카                                    |  |  |
| 20:30 CEST                                                                                              | 마테우 25′ | 리포트                                                                               | 벨라스코 37′ | 경기장: 캄 노우 관중 수: 3,000 심판: 비센테 힐 코스코야 |  |  |
| |            | 승부차기                                                                             |              |                                                         |  |  |
| 이스마엘 · 하이메 · 미겔 보스치 · 마테우 · 크리스티안 · 푸야나 · 파우 시키에르 · 비엘 구아스프 · 빅토르 |            | 히메네스 · 디아스 · 마아난 · 하이로 · 아스나르 · 초타 · 파우스토 · 산체스 · 프라고소 |              |                                                         |  |  |
| |            |                                                                                      |              |                                                         |  |  |

| 2012년 10월 17일 | 프라트                | 2 – 3 (연장전) | 랴고스테라                               | 카탈루냐 엘 프라트 데 료브레가트                             |  |  |
| 20:45 CEST       | 빌라 19′ · 무리요 95′ | 리포트         | 플라나구마 75′ · 피투 99′ (페널티), 113′ | 경기장: 사그니에르 관중 수: 2,100 심판: 비센테 핀타도 칼레로 |  |  |
|                  |                       |                |                                          |                                                              |  |  |

| 2012년 10월 17일 | 루세나         | 1 – 3  | 카세레뇨                                              | 안달루시아 루세나                                                                      |  |  |
| 21:00 CEST       | 오브레곤 90+3′ | 리포트 | 가빌란 6′ (자책골) · 사드 35′ · 아마로 90+1′ (페널티) | 경기장: 시우다드 데포르티바 관중 수: 2,000 심판: 프란시스코 하비에르 비예나 콘트레라스 |  |  |
|                  |                |        |                                                       |                                                                                        |  |  |

| 2012년 10월 17일 | 알메리아                         | 3 – 0  | 알코르콘 | 알메리아                                                               |  |  |
| 21:00 CEST       | 비달 23′ · 우요아 41′ · 아벨 62′ | 리포트 |          | 경기장: 지중해 게임 경기장 관중 수: 1,976 심판: 산티아고 하이메 라트레 |  |  |
|                  |                                  |        |          |                                                                        |  |  |

| 2012년 10월 17일 | 사바델 | 0 – 1 (연) | 코르도바                   | 카탈루냐 사바델                                                            |  |  |
| 21:00 CEST       |        | 리포트     | 파블로 루이스 98′ (자책골) | 경기장: 노바 크레우 알타 관중 수: 3,089 심판: 다마소 아르세디아노 모네시오 |  |  |
|                  |        |            |                            |                                                                            |  |  |

| 2012년 10월 17일                             | 우에스카     | 1 – 1 (연) (3 – 4 승부차기)              | 폰페라디나   | 우에스카                                                      |  |  |
| 21:00 CEST                                   | 바스케스 95′ | 리포트                                   | 라푸엔테 91′ | 경기장: 엘 알코라스 관중 수: 4,000 심판: 마리오 멜레로 로페스 |  |  |
|                                              |              | 승부차기                                 |              |                                                               |  |  |
| 카마초 · 바스케스 · 호킨 · 엘게라 · 소리바스 |              | 이사이아스 · 아단 · 사무엘 · 유리 · 베라 |              |                                                               |  |  |
|                                              |              |                                          |              |                                                               |  |  |

| 2012년 10월 17일 | 스포르팅 히혼   | 2 – 1  | 미란데스             | 히혼                                                        |  |  |
| 21:00 CEST       | 상고이 74′, 85′ | 리포트 | 디아스 데 세리오 22′ | 경기장: 엘 몰리논 관중 수: 7,700 심판: 이냐키 비칸디 가리도 |  |  |
|                  |                 |        |                      |                                                             |  |  |

| 2012년 10월 18일 | 라스 팔마스                                                | 4 – 2 (연) | 라싱 산탄데르                | 라스 팔마스 데 그란 카나리아                                    |  |  |
| 20:00 WEST       | 게로 29′ · 모모 90+3′ (페널티) · 무리요 105′ · 비푸마 112′ | 리포트     | 칼루제로비치 2′ · 부아자 85′ | 경기장: 그란 카나리아 관중 수: 3,360 심판: 페드로 수레다 쿠엥카 |  |  |
|                  |                                                            |            |                              |                                                                 |  |  |

## 본선
본선 추첨은 2012년 10월 18일 12:00 (CEST)에 마드리드 라스 로사스의 축구 도시에서 진행되었다. 본선에는 1부 리그의 모든 구단이 합류했다.
이전과 마찬가지로 32강전 대진표는 다음과 같이 짜였다: 남은 2부 B와
3부 리그 구단들은 유럽대항전에 참가하는 1부 리그 구단들과 편성되었으며, 다음과 같다: 1포트(2부 B)의 구단들은 2A포트(챔피언스리그)의 4개 구단과 짝지어졌고, 나머지 1포트의 3개 구단도 2B포트(유로파리그) 구단들과 맞대결이 성사되었다. 3포트(2부 리그) 5개 구단들은 남은 13개 1부 리그 구단들(4포트)과 짝지어졌다. 남은 8개 라 리가 구단들은 맞대결을 펼쳤다. 다른 리그에 소속된 구단들 간의 맞대결의 경우 1차전 경기는 하부 리그 구단의 안방에서 펼쳐졌고, 같은 리그 소속 구단들과의 맞대결의 경우 추첨함에서 먼저 나온 구단이 1차전 안방 경기를 치렀다. 이 규정은 16강전에도 적용되었지만, 8강전과 준결승전에는 적용되지 않았고, 경기 순서는 추첨함에서 나오는 순서대로 정해졌다.
추첨 당시, 라스 팔마스와 라싱 산탄데르의 경기 결과는 나오지 않은 상태였다.(이 경기는 추첨 당일에 치러졌다)
| 1포트 (세군다 디비시온 B)                                  | 2A포트 (챔피언스리그)                                   | 2B포트 (유로파리그)                        | 3포트 (세군다 디비시온)                                | 4포트 (나머지 라 리가 구단) |
| ---------------------------------------------------------- | ------------------------------------------------------- | ------------------------------------------ | ------------------------------------------------------ | --- |
| 알라베스 알코야노 카세레뇨 에이바르 하엔 랴고스테라 멜리야 | 바르셀로나 (전 시즌 우승) 레알 마드리드 발렌시아 말라가 | 아틀레티코 마드리드 레반테 아틀레틱 빌바오 | 알메리아 코르도바 라스 팔마스 폰페라디나 스포르팅 히혼 | 베티스 셀타 비고 데포르티보 에스파뇰 헤타페 그라나다 마요르카 오사수나 라요 바예카노 레알 소시에다드 세비야 바야돌리드 사라고사 |

### 32강 대진표
| 32강전 2012년 10월 30, 31일; 11월 1일 2012년 11월 27-29일1 | 32강전 2012년 10월 30, 31일; 11월 1일 2012년 11월 27-29일1 | 32강전 2012년 10월 30, 31일; 11월 1일 2012년 11월 27-29일1 | 32강전 2012년 10월 30, 31일; 11월 1일 2012년 11월 27-29일1 |  |               | 16강전 2012년 12월 11-13일1 2013년 1월 8-10일1 | 16강전 2012년 12월 11-13일1 2013년 1월 8-10일1 | 16강전 2012년 12월 11-13일1 2013년 1월 8-10일1 | 16강전 2012년 12월 11-13일1 2013년 1월 8-10일1 |  |  | 8강전 2013년 1월 15-17일2 2013년 1월 23-24일2 | 8강전 2013년 1월 15-17일2 2013년 1월 23-24일2 | 8강전 2013년 1월 15-17일2 2013년 1월 23-24일2 | 8강전 2013년 1월 15-17일2 2013년 1월 23-24일2 |  |  | 준결승전 2013년 1월 30-31일2 2013년 2월 26-27일2 | 준결승전 2013년 1월 30-31일2 2013년 2월 26-27일2 | 준결승전 2013년 1월 30-31일2 2013년 2월 26-27일2 | 준결승전 2013년 1월 30-31일2 2013년 2월 26-27일2 |  |  | 결승전 2013년 5월 17일   | 결승전 2013년 5월 17일 |
|                                                            |                                                            |                                                            |                                                            |  |               |                                                |                                                |                                                |                                                |  |  |                                               |                                               |                                               |                                               |  |  |                                                  |                                                  |                                                  |                                                  |  |  |                          |                        |
| 알메리아                                                   | 2                                                          | 0                                                          | 2                                                          |  |               |                                                |                                                |                                                |                                                |  |  |                                               |                                               |                                               |                                               |  |  |                                                  |                                                  |                                                  |                                                  |  |  |                          |                        |
| 셀타 비고 (연)                                             | 0                                                          | 3                                                          | 3                                                          |  |               | 셀타 비고                                      | 2                                              | 0                                              | 2                                              |  |  |                                               |                                               |                                               |                                               |  |  |                                                  |                                                  |                                                  |                                                  |  |  |                          |                        |
| 알코야노                                                   | 1                                                          | 0                                                          | 1                                                          |  | 레알 마드리드 | 1                                              | 4                                              | 5                                              |                                                |  |  |                                               |                                               |                                               |                                               |  |  |                                                  |                                                  |                                                  |                                                  |  |  |                          |                        |
| 레알 마드리드                                              | 4                                                          | 3                                                          | 7                                                          |  |               |                                                |                                                |                                                |                                                |  |  | 레알 마드리드                                 | 2                                             | 1                                             | 3                                             |  |  |                                                  |                                                  |                                                  |                                                  |  |  |                          |                        |
| 스포르팅 히혼                                              | 1                                                          | 0                                                          | 1                                                          |  |               |                                                |                                                |                                                |                                                |  |  | 발렌시아                                      | 0                                             | 1                                             | 1                                             |  |  |                                                  |                                                  |                                                  |                                                  |  |  |                          |                        |
| 오사수나                                                   | 0                                                          | 2                                                          | 2                                                          |  |               | 오사수나                                       | 0                                              | 1                                              | 1                                              |  |  |                                               |                                               |                                               |                                               |  |  |                                                  |                                                  |                                                  |                                                  |  |  |                          |                        |
| 랴고스테라                                                 | 0                                                          | 1                                                          | 1                                                          |  | 발렌시아      | 2                                              | 2                                              | 4                                              |                                                |  |  |                                               |                                               |                                               |                                               |  |  |                                                  |                                                  |                                                  |                                                  |  |  |                          |                        |
| 발렌시아                                                   | 2                                                          | 3                                                          | 5                                                          |  |               |                                                |                                                |                                                |                                                |  |  |                                               |                                               |                                               |                                               |  |  | 레알 마드리드                                    | 1                                                | 3                                                | 4                                                |  |  |                          |                        |
| 코르도바                                                   | 2                                                          | 2                                                          | 4                                                          |  |               |                                                |                                                |                                                |                                                |  |  |                                               |                                               |                                               |                                               |  |  | 바르셀로나                                       | 1                                                | 1                                                | 2                                                |  |  |                          |                        |
| 레알 소시에다드                                            | 0                                                          | 2                                                          | 2                                                          |  |               | 코르도바                                       | 0                                              | 0                                              | 0                                              |  |  |                                               |                                               |                                               |                                               |  |  |                                                  |                                                  |                                                  |                                                  |  |  |                          |                        |
| 알라베스                                                   | 0                                                          | 1                                                          | 1                                                          |  | 바르셀로나    | 2                                              | 5                                              | 7                                              |                                                |  |  |                                               |                                               |                                               |                                               |  |  |                                                  |                                                  |                                                  |                                                  |  |  |                          |                        |
| 바르셀로나                                                 | 3                                                          | 3                                                          | 6                                                          |  |               |                                                |                                                |                                                |                                                |  |  | 바르셀로나                                    | 2                                             | 4                                             | 6                                             |  |  |                                                  |                                                  |                                                  |                                                  |  |  |                          |                        |
| 에이바르 (원)                                              | 0                                                          | 1                                                          | 1                                                          |  |               |                                                |                                                |                                                |                                                |  |  | 말라가                                        | 2                                             | 2                                             | 4                                             |  |  |                                                  |                                                  |                                                  |                                                  |  |  |                          |                        |
| 아틀레틱 빌바오                                            | 0                                                          | 1                                                          | 1                                                          |  |               | 에이바르                                       | 1                                              | 1                                              | 2                                              |  |  |                                               |                                               |                                               |                                               |  |  |                                                  |                                                  |                                                  |                                                  |  |  |                          |                        |
| 카세레뇨                                                   | 3                                                          | 1                                                          | 4                                                          |  | 말라가        | 1                                              | 4                                              | 5                                              |                                                |  |  |                                               |                                               |                                               |                                               |  |  |                                                  |                                                  |                                                  |                                                  |  |  |                          |                        |
| 말라가 (원)                                                | 4                                                          | 0                                                          | 4                                                          |  |               |                                                |                                                |                                                |                                                |  |  |                                               |                                               |                                               |                                               |  |  |                                                  |                                                  |                                                  |                                                  |  |  | 레알 마드리드            | 1                      |
| 하엔                                                       | 0                                                          | 0                                                          | 0                                                          |  |               |                                                |                                                |                                                |                                                |  |  |                                               |                                               |                                               |                                               |  |  |                                                  |                                                  |                                                  |                                                  |  |  | 아틀레티코 마드리드 (연) | 2                      |
| 아틀레티코 마드리드                                        | 3                                                          | 1                                                          | 4                                                          |  |               | 아틀레티코 마드리드                            | 3                                              | 0                                              | 3                                              |  |  |                                               |                                               |                                               |                                               |  |  |                                                  |                                                  |                                                  |                                                  |  |  |                          |                        |
| 폰페라디나                                                 | 0                                                          | 0                                                          | 0                                                          |  | 헤타페        | 0                                              | 0                                              | 0                                              |                                                |  |  |                                               |                                               |                                               |                                               |  |  |                                                  |                                                  |                                                  |                                                  |  |  |                          |                        |
| 헤타페                                                     | 4                                                          | 0                                                          | 4                                                          |  |               |                                                |                                                |                                                |                                                |  |  | 아틀레티코 마드리드                           | 2                                             | 1                                             | 3                                             |  |  |                                                  |                                                  |                                                  |                                                  |  |  |                          |                        |
| 라스 팔마스                                                | 1                                                          | 0                                                          | 1                                                          |  |               |                                                |                                                |                                                |                                                |  |  | 베티스                                        | 0                                             | 1                                             | 1                                             |  |  |                                                  |                                                  |                                                  |                                                  |  |  |                          |                        |
| 라요 바예카노                                              | 0                                                          | 0                                                          | 0                                                          |  |               | 라스 팔마스                                    | 1                                              | 0                                              | 1                                              |  |  |                                               |                                               |                                               |                                               |  |  |                                                  |                                                  |                                                  |                                                  |  |  |                          |                        |
| 바야돌리드                                                 | 1                                                          | 0                                                          | 1                                                          |  | 베티스        | 1                                              | 1                                              | 2                                              |                                                |  |  |                                               |                                               |                                               |                                               |  |  |                                                  |                                                  |                                                  |                                                  |  |  |                          |                        |
| 베티스                                                     | 0                                                          | 3                                                          | 3                                                          |  |               |                                                |                                                |                                                |                                                |  |  |                                               |                                               |                                               |                                               |  |  | 아틀레티코 마드리드                              | 2                                                | 2                                                | 4                                                |  |  |                          |                        |
| 멜리야                                                     | 1                                                          | 1                                                          | 2                                                          |  |               |                                                |                                                |                                                |                                                |  |  |                                               |                                               |                                               |                                               |  |  | 세비야                                           | 1                                                | 2                                                | 3                                                |  |  |                          |                        |
| 레반테                                                     | 0                                                          | 4                                                          | 4                                                          |  |               | 레반테                                         | 0                                              | 0                                              | 0                                              |  |  |                                               |                                               |                                               |                                               |  |  |                                                  |                                                  |                                                  |                                                  |  |  |                          |                        |
| 사라고사 (원)                                              | 1                                                          | 1                                                          | 2                                                          |  | 사라고사      | 1                                              | 2                                              | 3                                              |                                                |  |  |                                               |                                               |                                               |                                               |  |  |                                                  |                                                  |                                                  |                                                  |  |  |                          |                        |
| 그라나다                                                   | 0                                                          | 2                                                          | 2                                                          |  |               |                                                |                                                |                                                |                                                |  |  | 사라고사                                      | 0                                             | 0                                             | 0                                             |  |  |                                                  |                                                  |                                                  |                                                  |  |  |                          |                        |
| 데포르티보                                                 | 1                                                          | 0                                                          | 1                                                          |  |               |                                                |                                                |                                                |                                                |  |  | 세비야                                        | 0                                             | 4                                             | 4                                             |  |  |                                                  |                                                  |                                                  |                                                  |  |  |                          |                        |
| 마요르카 (원)                                              | 1                                                          | 0                                                          | 1                                                          |  |               | 마요르카                                       | 0                                              | 2                                              | 2                                              |  |  |                                               |                                               |                                               |                                               |  |  |                                                  |                                                  |                                                  |                                                  |  |  |                          |                        |
| 세비야                                                     | 3                                                          | 3                                                          | 6                                                          |  | 세비야        | 5                                              | 1                                              | 6                                              |                                                |  |  |                                               |                                               |                                               |                                               |  |  |                                                  |                                                  |                                                  |                                                  |  |  |                          |                        |
| 에스파뇰                                                   | 1                                                          | 0                                                          | 1                                                          |  |               |                                                |                                                |                                                |                                                |  |  |                                               |                                               |                                               |                                               |  |  |                                                  |                                                  |                                                  |                                                  |  |  |                          |                        |

## 32강전
1차전은 2012년 10월 30일에서 11월 1일까지 진행되었다. 2차전은 2012년 12월 12일에 진행된 아틀레틱 빌바오 – 에이바르 경기를 제외하고 2012년 11월 27일부터 29일까지 진행되었다.
| 팀 1          | 합계     | 팀 2                | 1차전 | 2차전 |
| ------------- | -------- | ------------------- | ----- | ----- |
| 알코야노      | 1–7      | 레알 마드리드       | 1–4   | 0–3   |
| 랴고스테라    | 1–5      | 발렌시아            | 0–2   | 1–3   |
| 카세레뇨      | 4–4 (원) | 말라가              | 3–4   | 1–0   |
| 알라베스      | 1–6      | 바르셀로나          | 0–3   | 1–3   |
| 에이바르      | 1–1 (원) | 아틀레틱 빌바오     | 0–0   | 1–1   |
| 하엔          | 0–4      | 아틀레티코 마드리드 | 0–3   | 0–1   |
| 멜리야        | 2–4      | 레반테              | 1–0   | 1–4   |
| 라스 팔마스   | 1–0      | 라요 바예카노       | 1–0   | 0–0   |
| 스포르팅 히혼 | 1–2      | 오사수나            | 1–0   | 0–2   |
| 알메리아      | 2–3 (연) | 셀타 비고           | 2–0   | 0–3   |
| 코르도바      | 4–2      | 레알 소시에다드     | 2–0   | 2–2   |
| 폰페라디나    | 0–4      | 헤타페              | 0–4   | 0–0   |
| 바야돌리드    | 0–3      | 베티스              | 1–0   | 0–3   |
| 데포르티보    | 1–1 (원) | 마요르카            | 1–1   | 0–0   |
| 사라고사      | 2–2 (원) | 그라나다            | 1–0   | 1–2   |
| 세비야        | 6–1      | 에스파뇰            | 3–1   | 3–0   |

### 1차전
| 2012년 10월 30일 | 랴고스테라 | 0 – 2  | 발렌시아                  | 카탈루냐 랴고스테라                                                  |  |  |
| 20:00 CET        |            | 리포트 | 조나스 45+1′ · 발데스 68′ | 경기장: 무니시팔 데 랴고스테라 관중 수: 2,500 심판: 헤수스 힐 만사노 |  |  |
|                  |            |        |                           |                                                                      |  |  |

| 2012년 10월 30일 | 알라베스 | 0 – 3  | 바르셀로나                                 | 비토리아-가스테이스                                                          |  |  |
| 22:00 CET        |          | 리포트 | 비야 40′ · 이니에스타 51′ · 파브레가스 88′ | 경기장: 멘디소로차 관중 수: 19,840 심판: 호세 안토니오 테이세이라 비티에네스 |  |  |
|                  |          |        |                                            |                                                                              |  |  |

| 2012년 10월 31일 | 카세레뇨                                        | 3 – 4  | 말라가                                        | 카세레스                                                            |  |  |
| 20:00 CET        | 하라이스 36′ · 차피 42′ · 카를로스 에스테베 87′ | 리포트 | 오니예우 7′ · 산타 크루스 20′, 71′ · 두다 59′ | 경기장: 프린시페 펠리페 관중 수: 7,000 심판: 안토니오 마테우 라오스 |  |  |
|                  |                                                 |        |                                               |                                                                     |  |  |

| 2012년 10월 31일 | 하엔 | 0 – 3  | 아틀레티코 마드리드                                 | 하엔                                                                      |  |  |
| 20:00 CET        |      | 리포트 | 코스타 27′ (페널티) · 아드리안 62′ · 가르시아 90+3′ | 경기장: 누에보 라 빅토리아 관중 수: 17,000 심판: 카를로스 델가도 페레이로 |  |  |
|                  |      |        |                                                     |                                                                           |  |  |

| 2012년 10월 31일 | 알메리아            | 2 – 0  | 셀타 비고 | 알메리아                                                   |  |  |
| 20:00 CET        | 종고 53′ · 아벨 87′ | 리포트 |           | 경기장: 지중해 게임 경기장 관중 수: 2,487 심판: 에르난데스 |  |  |
|                  |                     |        |           |                                                            |  |  |

| 2012년 10월 31일 | 사라고사   | 1 – 0  | 그라나다 | 사라고사                                                               |  |  |
| 20:00 CET        | 아란다 79′ | 리포트 |          | 경기장: 라 로마레다 관중 수: 11,000 심판: 알폰소 알바레스 이스키에르도 |  |  |
|                  |            |        |          |                                                                        |  |  |

| 2012년 10월 31일 | 라스 팔마스 | 1 – 0  | 라요 바예카노 | 라스 팔마스 데 그란 카나리아                                           |  |  |
| 20:00 WET        | 비푸마 21′  | 리포트 |               | 경기장: 그란 카나리아 관중 수: 8,875 심판: 페드로 헤수스 페레스 몬테로 |  |  |
|                  |             |        |               |                                                                        |  |  |

| 2012년 10월 31일 | 알코야노      | 1 – 4  | 레알 마드리드                                    | 발렌시아 알코이                                                       |  |  |
| 22:00 CET        | 하비 라라 77′ | 리포트 | 벤제마 21′, 88′ · 카카 35′ · 호세 로드리게스 67′ | 경기장: 엘 코야오 관중 수: 6,500 심판: 페르난도 테이세이라 비티에네스 |  |  |
|                  |               |        |                                                  |                                                                       |  |  |

| 2012년 11월 1일 | 에이바르 | 0 – 0  | 아틀레틱 빌바오 | 바스크 에이바르                                                   |  |  |
| 12:00 CET       |          | 리포트 |                 | 경기장: 이푸루아 관중 수: 3,859 심판: 호세 루이스 파라다스 로메로 |  |  |
|                 |          |        |                 |                                                                   |  |  |

| 2012년 11월 1일 | 바야돌리드 | 1 – 0  | 베티스 | 바야돌리드                                                               |  |  |
| 17:00 CET       | 부에노 39′ | 리포트 |        | 경기장: 호세 소리야 관중 수: 11,674 심판: 차비에르 에스트라다 페르난데스 |  |  |
|                 |            |        |        |                                                                          |  |  |

| 2012년 11월 1일 | 멜리야                | 1 – 0  | 레반테 | 멜리야                                                               |  |  |
| 18:00 CET       | 벨라스코 39′ (페널티) | 리포트 |        | 경기장: 알바레스 클라로 관중 수: 3,500 심판: 카를로스 델 세로 그란데 |  |  |
|                 |                       |        |        |                                                                      |  |  |

| 2012년 11월 1일 | 스포르팅 히혼 | 1 – 0  | 오사수나 | 히혼                                                                      |  |  |
| 19:00 CET       | 상고이 13′    | 리포트 |          | 경기장: 엘 몰리논 관중 수: 9,100 심판: 이그나시오 이글레시아스 비야누에바 |  |  |
|                 |               |        |          |                                                                           |  |  |

| 2012년 11월 1일 | 코르도바                         | 2 – 0  | 레알 소시에다드 | 코르도바                                                                    |  |  |
| 19:00 CET       | 파티뇨 42′ · 렌넬라 77′ (페널티) | 리포트 |                 | 경기장: 누에보 아르캉헬 관중 수: 15,790 심판: 호세 루이스 곤살레스 곤살레스 |  |  |
|                 |                                  |        |                 |                                                                             |  |  |

| 2012년 11월 1일 | 폰페라디나 | 0 – 4  | 헤타페                                      | 카스티야 이 레온 폰페라다                                       |  |  |
| 19:00 CET       |            | 리포트 | 가빌란 12′, 64′ · 라피타 44′ · 알카세르 68′ | 경기장: 엘 토랄린 관중 수: 5,500 심판: 세사르 무니스 페르난데스 |  |  |
|                 |            |        |                                             |                                                                 |  |  |

| 2012년 11월 1일 | 세비야                                       | 3 – 1  | 에스파뇰   | 세비야                                                                   |  |  |
| 19:00 CET       | 파시오 3′ · 칼라 82′ · 네그레도 89′ (페널티) | 리포트 | 알폰소 68′ | 경기장: 라몬 산체스 피스후안 관중 수: 25,000 심판: 미겔 앙헬 페레스 라사 |  |  |
|                 |                                              |        |            |                                                                          |  |  |

| 2012년 11월 1일 | 데포르티보        | 1 – 1  | 마요르카     | 라 코루냐                                                      |  |  |
| 21:00 CET       | 마누엘 파블로 54′ | 리포트 | 제루메우 70′ | 경기장: 리아소르 관중 수: 17,000 심판: 미겔 앙헬 아이사 가메스 |  |  |
|                 |                   |        |              |                                                                |  |  |

### 2차전
| 2012년 11월 27일 | 라요 바예카노 | 0 – 0 (합계 0 – 1) | 라스 팔마스 | 마드리드                                                    |  |  |
| 19:30 CET        |               | 리포트             |             | 경기장: 바예카스 관중 수: 6,300 심판: 미겔 앙헬 페레스 라사 |  |  |
|                  |               |                    |             |                                                             |  |  |

| 2012년 11월 27일 | 오사수나              | 2 – 0 (합계 2 – 1) | 스포르팅 히혼 | 팜플로나                                                               |  |  |
| 19:30 CET        | 요렌테 69′ · 루벤 75′ | 리포트             |               | 경기장: 엘 사다르 관중 수: 11,109 심판: 페르난도 테이세이라 비티에네스 |  |  |
|                  |                       |                    |               |                                                                        |  |  |

| 2012년 11월 27일 | 레알 소시에다드             | 2 – 2 (합계 2 – 4) | 코르도바                      | 산 세바스티안                                                  |  |  |
| 19:30 CET        | 그리즈만 21′ · 아기레체 85′ | 리포트             | 파티뇨 65′ · 두바르비에르 72′ | 경기장: 아노에타 관중 수: 16,918 심판: 미겔 앙헬 아이사 가메스 |  |  |
|                  |                             |                    |                               |                                                                |  |  |

| 2012년 11월 27일 | 베티스                                          | 3 – 0 (합계 3 – 1) | 바야돌리드 | 세비야                                                                     |  |  |
| 19:30 CET        | 아마야 26′ · 카스트로 61′ · 루에다 86′ (자책골) | 리포트             |            | 경기장: 베니토 비야마린 관중 수: 27,789 심판: 알폰소 알바레스 이스키에르도 |  |  |
|                  |                                                 |                    |            |                                                                            |  |  |

| 2012년 11월 27일 | 레알 마드리드                   | 3 – 0 (합계 7 – 1) | 알코야노 | 마드리드                                                                             |  |  |
| 21:30 CET        | 디 마리아 71′ · 카예혼 88′, 89′ | 리포트             |          | 경기장: 산티아고 베르나베우 관중 수: 35,000 심판: 이그나시오 이글레시아스 비야누에바 |  |  |
|                  |                                 |                    |          |                                                                                      |  |  |

| 2012년 11월 27일 | 말라가 | 0 – 1 (합계 4(원) – 4) | 카세레뇨 | 말라가                                                            |  |  |
| 21:30 CET        |        | 리포트                 | 차피 36′ | 경기장: 라 로살레다 관중 수: 10,000 심판: 카를로스 델 세로 그란데 |  |  |
|                  |        |                        |          |                                                                   |  |  |

| 2012년 11월 28일 | 발렌시아                             | 3 – 1 (합계 5 – 1) | 랴고스테라 | 발렌시아                                                                  |  |  |
| 19:30 CET        | 라미 15′ · 발데스 57′ · 베르나트 78′ | 리포트             | 루비오 83′ | 경기장: 메스타야 관중 수: 8,000 심판: 호세 안토니오 테이세이라 비티에네스 |  |  |
|                  |                                      |                    |            |                                                                           |  |  |

| 2012년 11월 28일 | 아틀레티코 마드리드 | 1 – 0 (합계 4 – 0) | 하엔 | 마드리드                                                            |  |  |
| 19:30 CET        | 가르시아 15′        | 리포트             |      | 경기장: 비센테 칼데론 관중 수: 7,000 심판: 세사르 무니스 페르난데스 |  |  |
|                  |                     |                    |      |                                                                     |  |  |

| 2012년 11월 28일 | 레반테                                                       | 4 – 1 (합계 4 – 2) | 멜리야   | 발렌시아                                                                         |  |  |
| 19:30 CET        | 카라벨라스 25′ · 로헤르 62′ · 미첼 76′ · 이보라 85′ (페널티) | 리포트             | 초타 27′ | 경기장: 발렌시아 시립 경기장 관중 수: 11,197 심판: 호세 루이스 곤살레스 곤살레스 |  |  |
|                  |                                                              |                    |          |                                                                                  |  |  |

| 2012년 11월 28일 | 헤타페 | 0 – 0 (합계 4 – 0) | 폰페라디나 | 마드리드 헤타페                                                                 |  |  |
| 19:30 CET        |        | 리포트             |            | 경기장: 콜리세움 알폰소 페레스 관중 수: 2,000 심판: 페드로 헤수스 페레스 몬테로 |  |  |
|                  |        |                    |            |                                                                                 |  |  |

| 2012년 11월 28일 | 바르셀로나                     | 3 – 1 (합계 6 – 1) | 알라베스   | 바르셀로나                                                       |  |  |
| 21:30 CET        | 아드리아누 35′ · 비야 55′, 59′ | 리포트             | 비게라 17′ | 경기장: 캄 노우 관중 수: 57,655 심판: 카를로스 벨라스코 카르바요 |  |  |
|                  |                                |                    |            |                                                                  |  |  |

| 2012년 11월 28일 | 에스파뇰 | 0 – 3 (합계 1 – 6) | 세비야                                            | 카탈루냐 코르넬랴 데 료브레가트                                        |  |  |
| 21:30 CET        |          | 리포트             | 페로티 26′ (페널티) · 라키티치 44′ · 디아와라 49′ | 경기장: 코르넬랴-엘 프라트 관중 수: 7,463 심판: 카를로스 클로스 고메스 |  |  |
|                  |          |                    |                                                   |                                                                        |  |  |

| 2012년 11월 29일 | 셀타 비고                          | 3 – 0 (연장전) (합계 3 – 2) | 알메리아 | 갈리시아 비고                                                     |  |  |
| 19:30 CET        | 박 54′ · 라고 89′ · 데 루카스 109′ | 리포트                      |          | 경기장: 발라이도스 관중 수: 10,541 심판: 알베르토 운디아노 마옝코 |  |  |
|                  |                                    |                             |          |                                                                   |  |  |

| 2012년 11월 29일 | 그라나다                | 2 – 1 (합계 2 – 2(원) | 사라고사      | 그라나다                                                              |  |  |
| 19:30 CET        | 이갈로 27′ · 마인스 65′ | 리포트                | 호세 마리 55′ | 경기장: 누에보 로스 카르메네스 관중 수: 21,000 심판: 헤수스 힐 만사노 |  |  |
|                  |                         |                       |               |                                                                       |  |  |

| 2012년 11월 29일 | 마요르카 | 0 – 0 (합계 1(원) – 1) | 데포르티보 | 팔마 데 마요르카                                                                  |  |  |
| 21:30 CET        |          | 리포트                 |            | 경기장: 이베로스타르 에스타디 관중 수: 5,270 심판: 차비에르 에스트라다 페르난데스 |  |  |
|                  |          |                        |            |                                                                                   |  |  |

| 2012년 12월 12일* | 아틀레틱 빌바오 | 1 – 1 (합계 1 – 1(원) | 에이바르                  | 빌바오                                                             |  |  |
| 20:00 CET         | 아두리스 89′    | 리포트                | 아루아바레나 72′ (페널티) | 경기장: 산 마메스 관중 수: 25,000 심판: 카를로스 벨라스코 카르바요 |  |  |
|                   |                 |                       |                           |                                                                    |  |  |

* 이 경기는 본래 2012년 11월 28일 19:30에 진행될 예정이었다. 그러나 이 경기는 유럽 축구 연맹의 같은날 하이파의 유로파리그 경기 일정으로 인해 연기되었고, 스페인 왕립 축구 연맹은 이 경기 일정을 12월 12일로 다시 잡아 이어지는 이 경기 승자의 16강전도 1주 뒤로 연기되었다.

## 16강전
1차전은 2012년 12월 18일에 열린 에이바르와 말라가 간의 경기를 제외하고 2012년 12월 11일부터 13일까지 진행되었다. 2차전 경기는 2013년 1월 8일부터 10일까지 진행되었다. 1, 2차전의 순서는 소속 리그가 다른 경우 변경되었는데, 하부 리그 구단이 1차전을 안방에서 치렀는데, 이에 해당하는 사례는 바르셀로나와 코르도바 간의 경기였다.
| 팀 1                | 합계 | 팀 2          | 1차전 | 2차전 |
| ------------------- | ---- | ------------- | ----- | ----- |
| 라스 팔마스         | 1–2  | 베티스        | 1–1   | 0–1   |
| 레반테              | 0–3  | 사라고사      | 0–1   | 0–2   |
| 마요르카            | 2–6  | 세비야        | 0–5   | 2–1   |
| 오사수나            | 1–4  | 발렌시아      | 0–2   | 1–2   |
| 에이바르            | 2–5  | 말라가        | 1–1   | 1–4   |
| 아틀레티코 마드리드 | 3–0  | 헤타페        | 3–0   | 0–0   |
| 코르도바            | 0–7  | 바르셀로나    | 0–2   | 0–5   |
| 셀타 비고           | 2–5  | 레알 마드리드 | 2–1   | 0–4   |

### 1차전
| 2012년 12월 11일 | 오사수나 | 0 – 2  | 발렌시아                  | 팜플로나                                                      |  |  |
| 20:00 CET        |          | 리포트 | 파레호 48′ · 솔다도 90+3′ | 경기장: 엘 사다르 관중 수: 10,855 심판: 미겔 앙헬 페레스 라사 |  |  |
|                  |          |        |                           |                                                               |  |  |

| 2012년 12월 12일 | 마요르카 | 0 – 5  | 세비야                                               | 팔마 데 마요르카                                                          |  |  |
| 20:00 CET        |          | 리포트 | 네그레도 13′, 18′ · 메델 25′ · 보티아 47′ · 루나 85′ | 경기장: 이베로스타르 에스타디 관중 수: 4,330 심판: 카를로스 클로스 고메스 |  |  |
|                  |          |        |                                                      |                                                                           |  |  |

| 2012년 12월 12일 | 코르도바 | 0 – 2  | 바르셀로나    | 코르도바                                                              |  |  |
| 20:00 CET        |          | 리포트 | 메시 11′, 74′ | 경기장: 누에보 아르캉헬 관중 수: 20,000 심판: 카를로스 델 세로 그란데 |  |  |
|                  |          |        |               |                                                                       |  |  |

| 2012년 12월 12일 | 아틀레티코 마드리드                          | 3 – 0  | 헤타페 | 마드리드                                                          |  |  |
| 22:00 CET        | 코스타 19′ (페널티), 87′ · 필리피 루이스 80′ | 리포트 |        | 경기장: 비센테 칼데론 관중 수: 7,000 심판: 안토니오 마테우 라오스 |  |  |
|                  |                                              |        |        |                                                                   |  |  |

| 2012년 12월 12일 | 셀타 비고                   | 2 – 1  | 레알 마드리드 | 갈리시아 비고                                                         |  |  |
| 22:00 CET        | 베르메호 56′ · 부스토스 78′ | 리포트 | 호날두 87′    | 경기장: 발라이도스 관중 수: 27,988 심판: 알폰소 알바레스 이스키에르도 |  |  |
|                  |                             |        |               |                                                                       |  |  |

| 2012년 12월 13일 | 레반테 | 0 – 1  | 사라고사     | 발렌시아                                                                       |  |  |
| 20:00 CET        |        | 리포트 | 아란다 90+1′ | 경기장: 발렌시아 시립 경기장 관중 수: 10,862 심판: 페드로 헤수스 페레스 몬테로 |  |  |
|                  |        |        |              |                                                                                |  |  |

| 2012년 12월 13일 | 라스 팔마스    | 1 – 1  | 베티스       | 라스 팔마스 데 그란 카나리아                                         |  |  |
| 21:00 WET        | 크리산투스 84′ | 리포트 | 카스트로 66′ | 경기장: 그란 카나리아 관중 수: 14,640 심판: 카를로스 델가도 페레이로 |  |  |
|                  |                |        |              |                                                                      |  |  |

| 2012년 12월 18일 | 에이바르     | 1 – 1  | 말라가       | 바스크 에이바르                                                           |  |  |
| 20:00 CET        | 아니바로 73′ | 리포트 | 오니예우 90′ | 경기장: 이푸루아 관중 수: 4,273 심판: 호세 안토니오 테이세이라 비티에네스 |  |  |
|                  |              |        |              |                                                                           |  |  |

### 2차전
| 2013년 1월 8일 | 말라가                                                | 4 – 1 (합계 5 – 2) | 에이바르   | 말라가                                                     |  |  |
| 19:30 CET      | 부오나노테 74′, 90+1′ · 페르난데스 77′ · 포르티요 83′ | 리포트             | 아로요 11′ | 경기장: 라 로살레다 관중 수: 25,000 심판: 헤수스 힐 만사노 |  |  |
|                |                                                       |                    |            |                                                            |  |  |

| 2013년 1월 8일 | 발렌시아                     | 2 – 1 (합계 4 – 1) | 오사수나   | 발렌시아                                                          |  |  |
| 21:30 CET      | T. 코스타 34′ · 솔다도 90+3′ | 리포트             | 요렌테 36′ | 경기장: 메스타야 관중 수: 15,000 심판: 카를로스 벨라스코 카르바요 |  |  |
|                |                              |                    |            |                                                                   |  |  |

| 2013년 1월 9일 | 세비야           | 1 – 2 (합계 6 – 2) | 마요르카                | 세비야                                                                           |  |  |
| 19:30 CET      | 마누 델 모랄 22′ | 리포트             | 브란돈 52′ · 알파로 56′ | 경기장: 라몬 산체스 피스후안 관중 수: 20,000 심판: 호세 루이스 곤살레스 곤살레스 |  |  |
|                |                  |                    |                         |                                                                                  |  |  |

| 2013년 1월 9일 | 사라고사                    | 2 – 0 (합계 3 – 0) | 레반테 | 사라고사                                                                 |  |  |
| 21:30 CET      | 수쿨리니 24′ · 몬타녜스 60′ | 리포트             |        | 경기장: 라 로마레다 관중 수: 12,000 심판: 차비에르 에스트라다 페르난데스 |  |  |
|                |                             |                    |        |                                                                          |  |  |

| 2013년 1월 9일 | 레알 마드리드                    | 4 – 0 (합계 5 – 2) | 셀타 비고 | 마드리드                                                                  |  |  |
| 21:30 CET      | 호날두 3′, 24′, 87′ · 케디라 89′ | 리포트             |           | 경기장: 산티아고 베르나베우 관중 수: 60,600 심판: 미겔 앙헬 아이사 가메스 |  |  |
|                |                                  |                    |           |                                                                           |  |  |

| 2013년 1월 10일 | 헤타페 | 0 – 0 (합계 0 – 3) | 아틀레티코 마드리드 | 마드리드 헤타페                                                                        |  |  |
| 19:30 CET       |        | 리포트             |                     | 경기장: 콜리세움 알폰소 페레스 관중 수: 5,000 심판: 이그나시오 이글레시아스 비야누에바 |  |  |
|                 |        |                    |                     |                                                                                        |  |  |

| 2013년 1월 10일 | 베티스       | 1 – 0 (합계 2 – 1) | 라스 팔마스 | 세비야                                                                       |  |  |
| 21:30 CET       | 카스트로 85′ | 리포트             |             | 경기장: 베니토 비야마린 관중 수: 27,755 심판: 페르난도 테이세이라 비티에네스 |  |  |
|                 |              |                    |             |                                                                              |  |  |

| 2013년 1월 10일 | 바르셀로나                                   | 5 – 0 (합계 7 – 0) | 코르도바 | 바르셀로나                                       |  |  |
| 21:30 CET       | 티아고 17′ · 비야 21′, 26′ · 산체스 55′, 85′ | 리포트             |          | 경기장: 캄 노우 관중 수: 37,607 심판: 에르난데스 |  |  |
|                 |                                              |                    |          |                                                  |  |  |

## 8강전
1차전 경기는 2013년 1월 15일부터 17일까지 진행되었다. 2차전 경기는 2013년 1월 23일과 24일에 열렸다.
| 팀 1                | 합계 | 팀 2     | 1차전 | 2차전 |
| ------------------- | ---- | -------- | ----- | ----- |
| 사라고사            | 0–4  | 세비야   | 0–0   | 0–4   |
| 레알 마드리드       | 3–1  | 발렌시아 | 2–0   | 1–1   |
| 아틀레티코 마드리드 | 3–1  | 베티스   | 2–0   | 1–1   |
| 바르셀로나          | 6–4  | 말라가   | 2–2   | 4–2   |

### 1차전
| 2013년 1월 15일 | 레알 마드리드                      | 2 – 0  | 발렌시아 | 마드리드                                                                   |  |  |
| 21:00 CET       | 벤제마 36′ · 과르다도 73′ (자책골) | 리포트 |          | 경기장: 산티아고 베르나베우 관중 수: 68,000 심판: 세사르 무니스 페르난데스 |  |  |
|                 |                                    |        |          |                                                                            |  |  |

| 2013년 1월 16일 | 사라고사 | 0 – 0  | 세비야 | 사라고사                                                                |  |  |
| 19:30 CET       |          | 리포트 |        | 경기장: 라 로마레다 관중 수: 5,000 심판: 페르난도 테이세이라 비티에네스 |  |  |
|                 |          |        |        |                                                                         |  |  |

| 2013년 1월 16일 | 바르셀로나          | 2 – 2  | 말라가                  | 바르셀로나                                                          |  |  |
| 21:30 CET       | 메시 29′ · 푸욜 30′ | 리포트 | 이투라 26′ · 카마초 89′ | 경기장: 캄 노우 관중 수: 55,151 심판: 호세 루이스 곤살레스 곤살레스 |  |  |
|                 |                     |        |                         |                                                                     |  |  |

| 2013년 1월 17일 | 아틀레티코 마드리드            | 2 – 0  | 베티스 | 마드리드                                                             |  |  |
| 22:00 CET       | 팔카오 10′ · 필리피 루이스 22′ | 리포트 |        | 경기장: 비센테 칼데론 관중 수: 40,000 심판: 알베르토 운디아노 마옝코 |  |  |
|                 |                                |        |        |                                                                      |  |  |

### 2차전
| 2013년 1월 23일 | 세비야                                                           | 4 – 0 (합계 4 – 0) | 사라고사 | 세비야                                                                        |  |  |
| 19:30 CET       | 네그레도 36′, 67′ (페널티) · 라키티치 45+3′ · 마누 델 모랄 90+2′ | 리포트             |          | 경기장: 라몬 산체스 피스후안 관중 수: 20,000 심판: 카를로스 벨라스코 카르바요 |  |  |
|                 |                                                                  |                    |          |                                                                               |  |  |

| 2013년 1월 23일 | 발렌시아      | 1 – 1 (합계 1 – 3) | 레알 마드리드 | 발렌시아                                                     |  |  |
| 21:30 CET       | T. 코스타 52′ | 리포트             | 벤제마 44′    | 경기장: 메스타야 관중 수: 40,000 심판: 미겔 앙헬 페레스 라사 |  |  |
|                 |               |                    |               |                                                              |  |  |

| 2013년 1월 24일 | 베티스              | 1 – 1 (합계 1 – 3) | 아틀레티코 마드리드 | 세비야                                                               |  |  |
| 20:00 CET       | 몰리나 90′ (페널티) | 리포트             | 코스타 45′          | 경기장: 베니토 비야마린 관중 수: 21,605 심판: 카를로스 클로스 고메스 |  |  |
|                 |                     |                    |                     |                                                                      |  |  |

| 2013년 1월 24일 | 말라가                       | 2 – 4 (합계 4 – 6) | 바르셀로나                                       | 말라가                                                           |  |  |
| 22:00 CET       | 호아킨 12′ · 산타 크루스 68′ | 리포트             | 페드로 8′ · 피케 49′ · 이니에스타 76′ · 메시 80′ | 경기장: 라 로살레다 관중 수: 27,099 심판: 안토니오 마테우 라오스 |  |  |
|                 |                              |                    |                                                  |                                                                  |  |  |

## 준결승전
1차전은 2013년 1월 30일과 31일에 치러졌다. 2차전 경기는 2013년 2월 26일과 27일에 진행되었다.
| 팀 1                | 합계 | 팀 2       | 1차전 | 2차전 |
| ------------------- | ---- | ---------- | ----- | ----- |
| 레알 마드리드       | 4–2  | 바르셀로나 | 1–1   | 3–1   |
| 아틀레티코 마드리드 | 4–3  | 세비야     | 2–1   | 2–2   |

### 1차전
| 2013년 1월 30일 | 레알 마드리드 | 1 – 1  | 바르셀로나     | 마드리드                                                                 |  |  |
| 21:00 CET       | 바란 81′      | 리포트 | 파브레가스 50′ | 경기장: 산티아고 베르나베우 관중 수: 83,000 심판: 카를로스 클로스 고메스 |  |  |
|                 |               |        |                |                                                                          |  |  |

| 2013년 1월 31일 | 아틀레티코 마드리드               | 2 – 1  | 세비야                | 마드리드                                                            |  |  |
| 22:00 CET       | 코스타 50′ (페널티), 71′ (페널티) | 리포트 | 네그레도 56′ (페널티) | 경기장: 비센테 칼데론 관중 수: 45,000 심판: 미겔 앙헬 아이사 가메스 |  |  |
|                 |                                   |        |                       |                                                                     |  |  |

### 2차전
| 2013년 2월 26일 | 바르셀로나 | 1 – 3 (합계 2 – 4) | 레알 마드리드                       | 바르셀로나                                                     |  |  |
| 21:00 CET       | 알바 89′   | 리포트             | 호날두 13′ (페널티), 57′ · 바란 68′ | 경기장: 캄 노우 관중 수: 95,002 심판: 알베르토 운디아노 마옝코 |  |  |
|                 |            |                    |                                     |                                                                |  |  |

| 2013년 2월 27일 | 세비야                      | 2 – 2 (합계 3 – 4) | 아틀레티코 마드리드    | 세비야                                                                       |  |  |
| 22:00 CET       | 나바스 39′ · 라키티치 90+1′ | 리포트             | 코스타 6′ · 팔카오 29′ | 경기장: 산체스 피스후안 관중 수: 45,000 심판: 페르난도 테이세이라 비티에네스 |  |  |
|                 |                             |                    |                        |                                                                              |  |  |

## 결승전
코파 델 레이 결승전은 2013년 5월 17일 금요일에 산티아고 베르나베우에서 진행되었다.
| 레알 마드리드 | 1–2 (연) | 아틀레티코 마드리드     |
| ------------- | -------- | ----------------------- |
| 호날두 14′    | 리포트   | 코스타 35′ · 미란다 98′ |

## 우승
| 코파 델 레이 2012–13 우승       |
| ------------------------------- |
| 아틀레티코 마드리드 10번째 우승 |

## 득점 집계
| 순위 | 이름                | 골 | 구단                |
| ---- | ------------------- | -- | ------------------- |
| 1    | 디에고 코스타       | 8  | 아틀레티코 마드리드 |
| 2    | 크리스티아누 호날두 | 7  | 레알 마드리드       |
| 3    | 알바로 네그레도     | 6  | 세비야              |
| 4    | 다비드 비야         | 5  | 바르셀로나          |
| 5    | 카림 벤제마         | 4  | 레알 마드리드       |
| 5    | 리오넬 메시         | 4  | 바르셀로나          |
| 7    | 로케 산타 크루스    | 3  | 말라가              |
| 7    | 루벤 카스트로       | 3  | 베티스              |
| 7    | 이반 라키티치       | 3  | 세비야              |
| 10   | 18명                | 2  |                     |

## 같이 보기
- 라리가 2012-13
- 세군다 디비시온 2012-13
- 세군다 디비시온 B 2012-13
- 테르세라 디비시온 2012-13

## 참고
1. ↑  결승전 공식 경기 보고서 보관됨 2013-06-08 - 웨이백 머신는 디에고 코스타의 골을 아르다 투란의 골로 잘못 기록했다.